# Darío Cabrol
Darío Gabriel Cabrol est un ancien footballeur argentin né le 31 janvier 1972 à Santa Fe, qui évoluait au poste de milieu de terrain. Sa carrière professionnelle l'amène à jouer en Argentine, en France, au Chili, en Équateur et enfin en Bolivie.

## Biographie
En juin 2000, il est transféré au Toulouse FC pour un montant de 15 millions de francs 
Il ne dispute cependant que 9 matchs en Division 1 française avec le club, lors de la saison 2000-2001.